# Bolivarianismo

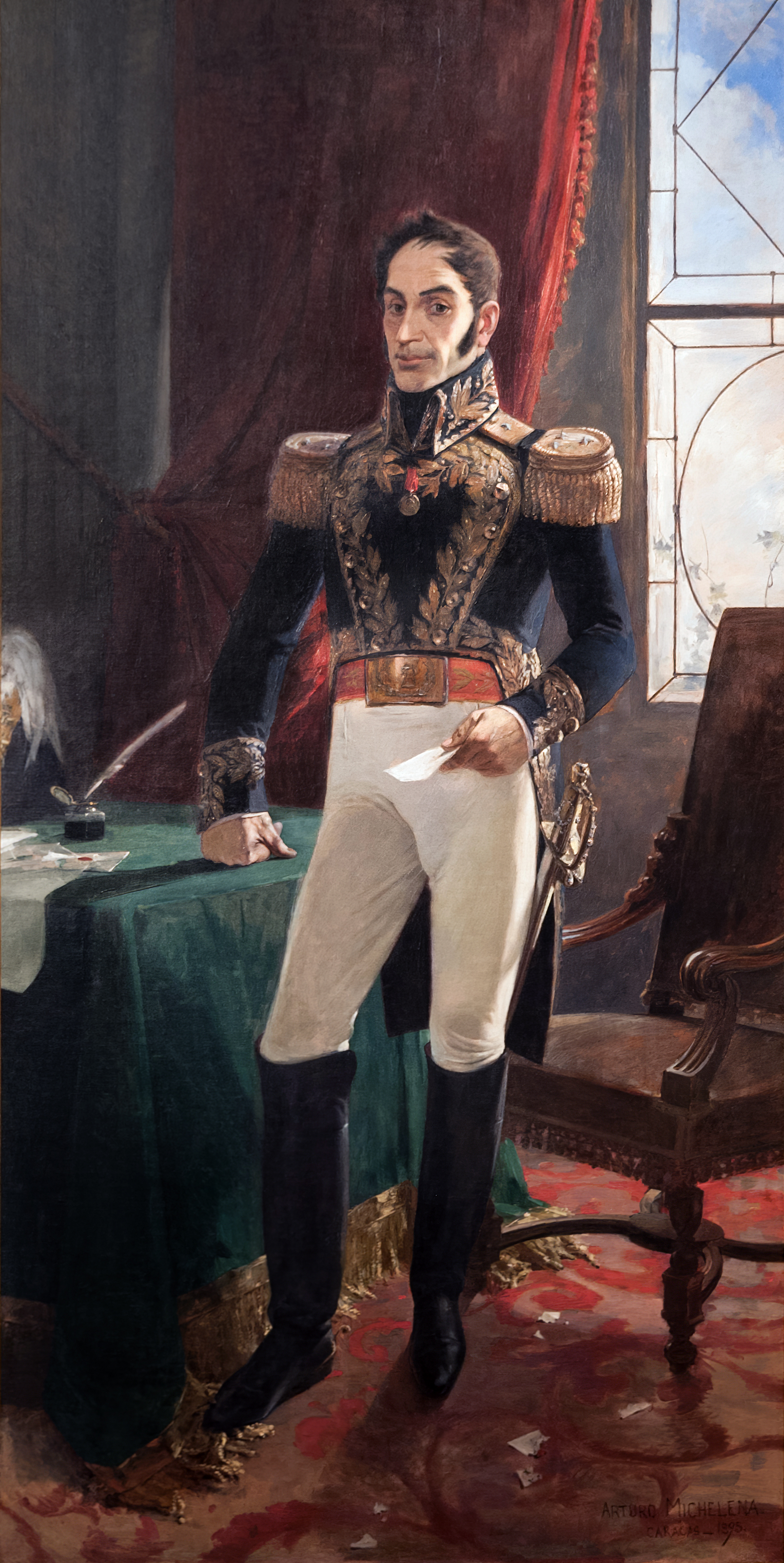
Simón Bolívar.

Bolivarianismo é um conjunto de doutrinas políticas que vigora em partes da América do Sul, especialmente na Venezuela. O termo bolivarianismo provém do general venezuelano do século XIX Simón Bolívar, libertador que liderou a luta pela independência em grande parte da América do Sul na época que eram colônias da Espanha, e especificamente nos países historicamente bolivarianos (Bolívia, Colômbia, Peru, Equador, Panamá e Venezuela). Aqueles que se fazem chamar bolivarianos dizem seguir a ideologia expressa por Simón Bolívar nos documentos da Carta de Jamaica, o Discurso de Angostura e o Manifesto de Cartagena, entre outros documentos. Entre suas ideias estão a promoção da educação pública gratuita e obrigatória e o repúdio à intromissão estrangeira nas nações americanas e à dominação econômica europeia. Propõe, principalmente, a união dos países latino-americanos.
O bolivarianismo, como ideologia, une o republicanismo cívico-humanista e, segundo diversos setores de esquerda, o socialismo, apesar de grandes lideranças socialistas da época do biografado, como Karl Marx ter tecido críticas duras a liderança política venezuelana. Em sua versão mais conhecida e atual, que se distingue das ideias originais de Simón Bolívar, foi iniciado pelo ex-presidente da Venezuela Hugo Chávez, e agora é promovido por seu sucessor, Nicolás Maduro, referido como o primeiro presidente chavista da Venezuela, e pelos presidentes do Equador, Rafael Correa e da Bolívia, Evo Morales, os quais se baseiam nas ideias de Simón Bolívar e se enquadram no denominado socialismo do século XXI, surgido na esteira da Revolução Bolivariana da Venezuela. Curiosamente, na Colômbia, os ideais do bolivarianismo foram as bases fundacionais do Partido Conservador Colombiano, por volta de 1847, mas foram reinterpretados rumo ao socialismo e ao populismo por setores do Polo Democrático Alternativo e por setores do Partido Liberal Colombiano (Santanderista) como Piedad Córdoba.

## Interpretação chavista
O termo "bolivariano" ficou conhecido pelo presidente da Venezuela Hugo Chávez, que, quando assumiu presidência da república em 1998, autodenominou-se bolivariano e seguidor das ideias de Bolívar. Entre suas ações inspiradas na dita ideologia estão a mudança da Constituição da Venezuela de 1961 na chamada Constituição Bolivariana de 1999, que mudou o nome do Estado para República Bolivariana da Venezuela, e outros atos como a criação e promoção de escolas e universidades com o adjetivo bolivariana, como o são as Escolas Bolivarianas e a Universidade Bolivariana da Venezuela. Todas estas políticas que estão sendo levadas a cabo na Venezuela se enquadram no que se denominou Revolução Bolivariana. A partir de 2005, começou-se a utilizar, além disso, o conceito de Socialismo do século XXI e a definir o caráter socialista da Revolução Bolivariana na Venezuela.[carece de fontes?]
A ideologia bolivariana busca impor-se em pleno século XXI com apoio nos escritos de Simón Bolívar, mas sua origem é mais uma colagem dos princípios revolucionários de Jean-Jacques Rousseau e Karl Marx, conforme a opinião e as interpretações de Hugo Chávez, que cristalizou essa ideologia. Nascida na Venezuela a partir de 1999 até os dias de hoje, tem sido promovida pelos chavistas em todo o continente. A base intelectual do projeto "bolivariano" está nos escritos de Simón Bolívar durante a luta pela independência, e entre as fontes mais influentes estão o documento da Carta de Jamaica, o Discurso de Angostura e o Manifesto de Cartagena. Este idealismo defende "o direito à educação pública gratuita e obrigatória", o rechaço à intromissão de "países estrangeiros ao ideal bolivariano" nas nações americanas bolivarianas, bem como "a dominação econômica das potências europeias" ou de qualquer país que não compartilhe do ideal bolivariano. Propõe, também, a integração energética, econômica e política dos países da América Latina. O bolivarianismo contemporâneo também acompanha as novidades tecnológicas aplicadas na economia e inclusive no setor financeiro como no caso da criação da moeda digital Petro.
Fora da Venezuela, se declaram bolivarianos os presidentes da Bolívia, Evo Morales, do Equador, Rafael Correa e da Nicarágua, Daniel Ortega. As organizações políticas identificadas como bolivarianas se agrupam no Congresso Bolivariano dos Povos, iniciativa criada pela Venezuela para agrupar aos partidários da Revolução Bolivariana no nível continental.

### Críticas
Diversos autores consideram o bolivarianismo como parte de um culto à personalidade motivado por fins políticos que pouco teriam a ver com as ideias de Bolívar. O historiador venezuelano Manuel Caballero considera que o bolivarianismo pôde se desenvolver sobretudo por um profundo desconhecimento da história. Em sua obra "Por que não sou um bolivariano" (no original, ¿Por qué no soy un bolivariano?), Caballero analisa os
Caballero faz referência a como o movimento fascista italiano usou a figura de Bolívar. Assim, o ministro Giuseppe Bottai escreve que "a Itália fascista vislumbra em Simón Bolívar um temperamento muito próximo de nossa sensibilidade política. Bolívar não apenas é um libertador, mas também e sobretudo um homem de armas, um condottiero. O fascismo honra quem soube manter afastado do Novo Mundo a perniciosa influência jacobina e materialista".
Para Caballero e outros historiadores, Bolívar é um personagem complexo que foi evoluindo desde o Congresso de Angostura, onde ainda se vê uma mistura de liberalismo com conservadorismo até o momento em que se cria Constituição Boliviana e finalmente quando Bolívar se declara libertador-presidente em 1828. No final de sua vida, Bolívar havia se convertido em um profundo conservador.[carece de fontes?]
Outros críticos ao bolivarianismo argumentam que a longa ditadura de 11 anos de Simón Bolívar sobre a Grande Colômbia, não produziu mudanças substanciais ou muito significativas a favor dos povos desta república, nem tampouco herdou um grande progresso material ou trouxe prosperidade aos países sucessores desta união fundada por Bolívar.